# Medardo
São Medardo (em francês:  Médard ou Méard) (ca. 456–545) foi o Bispo de Noyon. Ele mudou a sede da diocese de Vermand para Noviomagus Veromanduorum (atual Noyon) no norte da França. Medardo foi um dos bispos mais honrados de seu tempo, muitas vezes retratado rindo, com a boca aberta, e por isso foi invocado contra a dor de dente.

## Vida
São Medardo nasceu por volta de 456 em Salency, Oise, na Picardia. Seu pai, Nectárido, era um nobre de origem franca, enquanto sua mãe, Protagia, era galo-romana. O Martirológio Romano inclui o conto fantasioso que São Gildardo, bispo de Rouen, era seu irmão, "nascido no mesmo dia, consagrado bispos no mesmo dia, e no mesmo dia retirado desta vida." Uma ficção piedosaliga sua infância a seus futuros bispados: "Ele muitas vezes acompanhava seu pai a negócios a Vermand e Tornacum (moderna Tournai), onde freqüentava as escolas, evitando cuidadosamente toda dissipação mundana".
Medardo viveu durante as consequências imediatas da queda do Império Romano do Ocidente. O último imperador romano ocidental foi deposto em 476. Durante 481–511, o rei franco sálio Clóvis conquistou e uniu vários estados sucessores germânicos para formar o Reino de Francia, o antecessor das atuais França e Alemanha.
Ele foi ordenado aos 33 anos de idade. Sua piedade e conhecimento, consideráveis para a época, fizeram com que o Bispo Alomer de Vermand lhe conferisse as Ordens Sacras. Com a morte de Alomer em 530, Medard foi escolhido para sucedê-lo como bispo de Vermand. Apesar de suas objeções, viu-se obrigado a aceitar as pesadas responsabilidades do cargo, ao qual se dedicou com zelo.

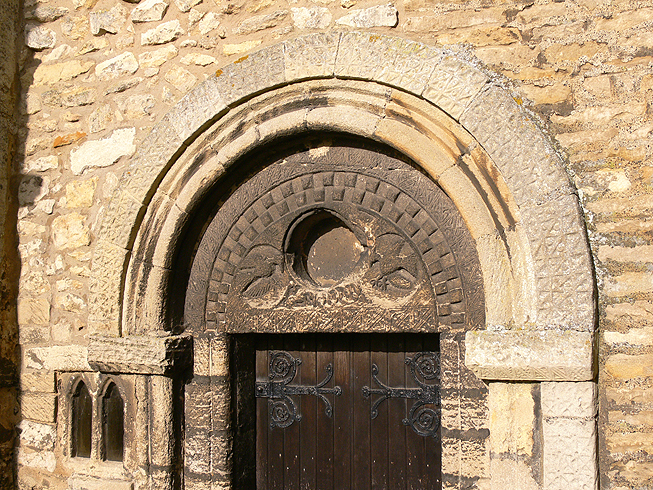
Tímpano românico na igreja de São Medardo e São Gildardo, Little Bytham, Reino Unido (a dedicação é única na Grã-Bretanha). A abertura circular pode ter abrigado uma relíquia do santo. Os pássaros de ambos os lados são provavelmente águias; um é dito ter protegido São Medardo de uma tempestade

As evidências de seus atos como bispo são escassas. Ele teria removido a sede de seu bispado de Vermand, uma pequena cidade sem defesas, para Noviomagus Veromanduorum (atual Noyon), o lugar mais forte naquela região da Nêustria, em 531. Naquele ano Clotário marchou contra a Turíngia com seu irmão Teodorico I, mas as lutas com os borgonheses também perturbaram a Nêustria merovíngia. Medardo foi conselheiro de Clotário, o rei merovíngio em Noviodunum (atual Soissons).
Alega-se também que em 532, com a morte de São Eleutério, bispo de Tornacum, Medardo foi convidado a assumir também a direção daquela diocese. Ele recusou a princípio, mas sendo instado pelo próprio Clotário, ele finalmente aceitou. A união das duas dioceses de Noviomagus/Noyon e Tornacum/Tournai durou até 1146, quando foram novamente separadas. Tornacum era um centro de evangelização dos pagãos flamengos. Lá, Medardo aceitou Radegunda da Turíngia como diaconisa e freira, até que ela se mudou para sua própria fundação em Saix.